# Novozymes
Novozymes A/S – przedsiębiorstwo biotechnologiczne działające międzynarodowo, zlokalizowane w miejscowości Bagsværd w pobliżu Kopenhagi w Danii. Głównymi polami na których działa przedsiębiorstwo to badania, rozwijanie i produkcja enzymów, mikroorganizmów oraz substancji czynnych biofarmaceutyków do celów przemysłowych.
Firma ta działa na terenie wielu krajów świata, mając swoje filie w takich krajach jak m.in. Niemcy, Irlandia, Włochy, Hongkong, Indie, Korea Południowa, Singapur, Japonia, Melezja, Kenia, Kanada, Meksyk, Afryka Południowa, Stany Zjednoczone czy Australia.
Udziały klasy B znajdują się w obrocie na giełdzie NASDAQ OMX Nordic. W 2020 roku średni dzienny obrót akcjami tej spółki wyniósł 557 617 akcji (łącznie 198 milionów DKK), czyniąc ją 13 najbardziej aktywną spółką na Nasdaq Copenhagen.

## Historia

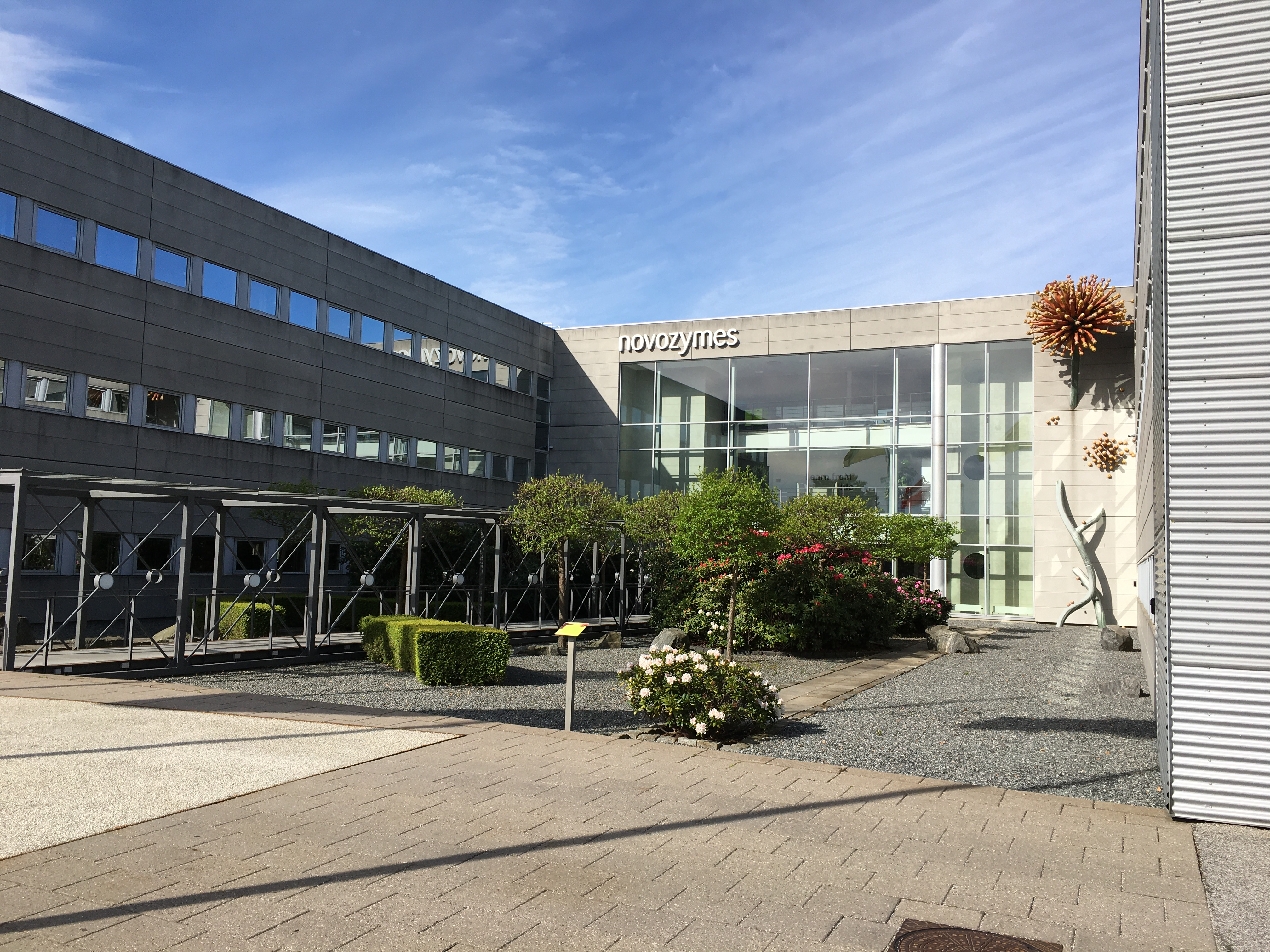
Główny budynek Novozymes A/S w Bagsværd

W 1925 roku bracia Harald i Thorvald Pedersen założyli Novo Terapeutisk Laboratorium, pragnąc ulepszyć sposób produkowania insulinę na użytek ludzki. Dziesięć lat później, w 1935 roku, otworzyli pierwszą fabrykę w Fuglebakken w Danii. W 1941 roku Novo wyprodukowało swój pierwszy produkt – enzym trypsynę.
W 1951 Novo ustanowiło fundację, której dwoma głównymi celami stały się pomoc na cele humanitarne, społeczne i naukowe, a także zapewnienie jak najlepszego zabezpieczenia dla istniejącej już firmy dzięki nowej strukturze.
W 1965 roku siedzibę firmy przeniesiono do Bagsværd. W 1974 roku akcje firmy pojawiają się na Kopenhaskiej Giełdzie Papierów Wartościowych.
Pod koniec lat 80. XX wieku firma rozpoczyna produkcję pierwszego na świecie enzymu umożliwiającego rozpad tłuszczów dzięki zmodyfikowanym genetycznie mikroorganizmom nazwanym „Lipolase” jako składnik detergentów.
W 1989 roku dochodzi do fuzji firmy Novo i Nordisk Gentofte, od tej pory tworząc nową jednostkę nazwaną Novo Nordisk, a z kolei w 2000 roku następuje jej podział na trzy niezależne firmy: Novo Nordisk A/S, Novozymes A/S oraz Novo A/S.
W latach dwutysięcznych Novozymes rozszerza swoją działalność zakupując kilka firm zajmujących się podobnymi dziedzinami: Sybron znajdującą się w Salem w Stanach Zjednoczonych, zajmującą się wykorzystaniem mikroorganizmów do celów przemysłowych; australijską firmę GroPep i brytyjską Delta, przez co działalność firmy rozszerzyła się także o produkcję biofarmaceutyków; firmę EMD/Merck Crop BioScience, dużego gracza na polu rozwiązań fertylizacji biologicznej w rolnictwie.
W styczniu 2016 roku przedsiębiorstwo utworzyło podlegającą mu firmę Albumedix, pragnąc rozszerzyć swoje biofarmaceutyczne możliwości i zająć się technologiami i produktami opartymi na zmodyfikowanych genetycznie albuminach.
W czerwcu 2020 roku poinformowano, że Novozymes zakupi irlandzkie przedsiębiorstwo PrecisionBiotics, zajmujące się produkcją probiotyków, za 90 milionów dolarów. W grudniu tego samego roku ogłoszono zakupienie innego producenta probiotyków, Microbiome Labs, za 125 milionów dolarów.

## Własność
Na koniec 2020 roku Novo Nordisk Foundation (za pośrednictwem należącej do fundacji spółki akcyjnej Novo Holdings) posiadało 25,5% udziałów w przedsiębiorstwie Novozymes. Kapitał przedsiębiorstwa zgromadzony w udziałach klasy A jest w całości własnością Novo Holdings. 